# Bittacus byersi
Bittacus byersi är en näbbsländeart som beskrevs av Jason Gilbert Hayden Londt 1972. Bittacus byersi ingår i släktet Bittacus och familjen styltsländor. Inga underarter finns listade i Catalogue of Life.